# Carlos Regino Soler Mora
Carlos Regino Soler Mora (Castalla, ? - Alacant, 26 de maig de 1932) fou un advocat i polític valencià, diputat a les Corts Espanyoles durant la restauració borbònica.
Fill predilecte de Xixona des de 1908, fou elegit diputat a les Corts Espanyoles pel districte de Villena per la fracció de Manuel García Prieto Partit Liberal a les eleccions generals espanyoles de 1916 i 1918. Després fou nomenat director general d'impostos i rendes.